# Beckenthin
Beckenthin ist ein bewohnter Gemeindeteil der Gemeinde Gumtow im Landkreis Prignitz in Brandenburg.

## Geografie
Der Ort liegt acht Kilometer westnordwestlich von Gumtow. Die Nachbarorte sind Krams im Nordosten, Döllen im Südosten, Kunow im Südwesten sowie Lindenberg im Nordwesten.